# Malpolon monspessulanus
La culebra bastarda o de Montpellier (Malpolon monspessulanus) es una especie de reptil escamoso de la familia Lamprophiidae. Es una serpiente venenosa opistoglifa (con los dientes inoculadores de veneno situados en la parte posterior de la boca) que no es peligrosa para el ser humano.

## Descripción

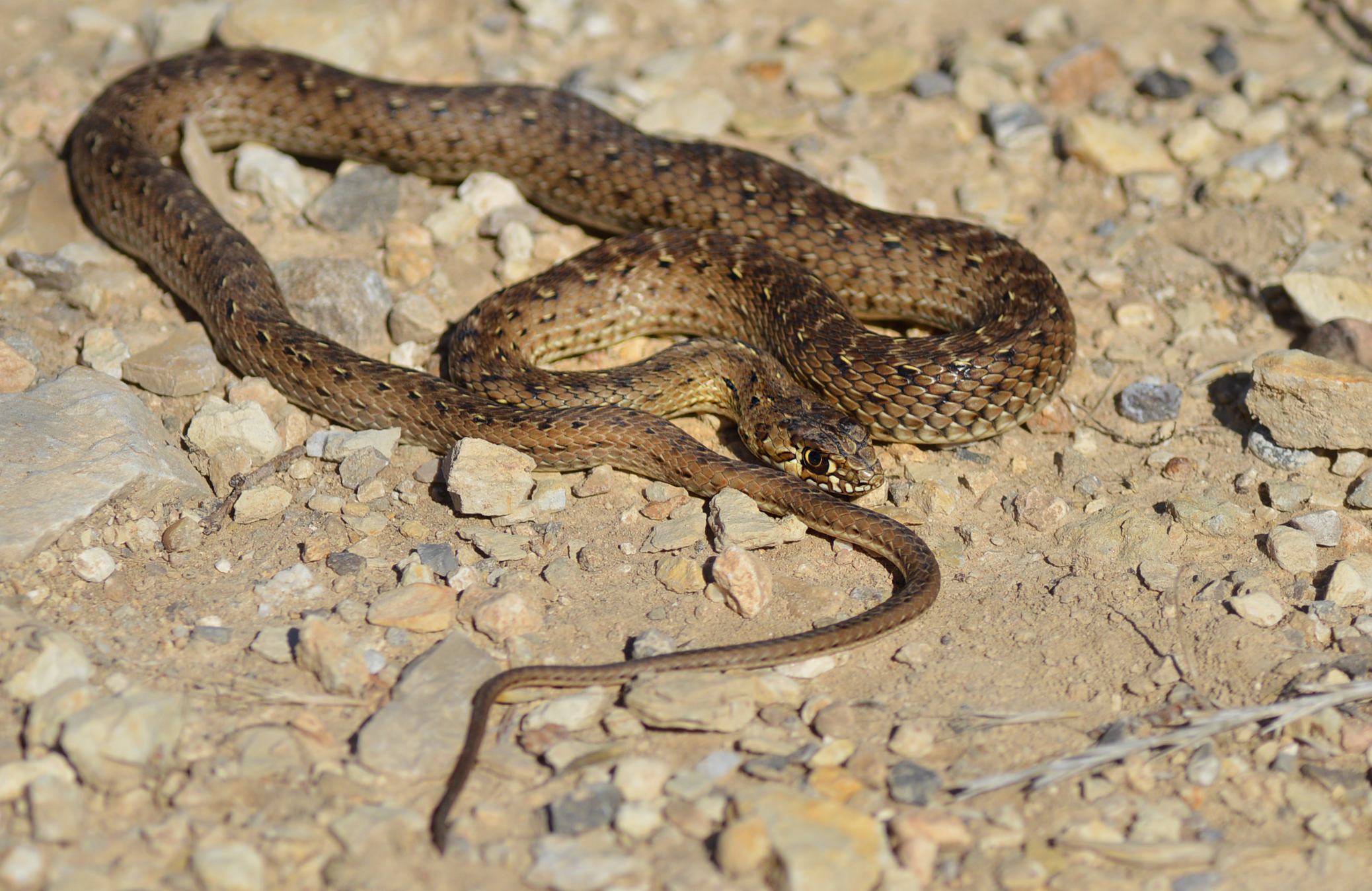
Los ejemplares juveniles presentan un color más pardo y manchas oscuras en su piel.

Los ejemplares machos adultos pueden llegar a superar con facilidad los 2 m de longitud total; son frecuentemente menores, aunque individuos muy excepcionales pueden alcanzar hasta 2,55 m, siendo, por tanto, la mayor especie de la península ibérica y del resto de Europa. Posee dientes venenosos en la parte posterior del maxilar superior (opistoglifa).
La cabeza presenta un aspecto muy característico, pues posee ojos grandes, con las escamas supraoculares muy salientes que forman una especie de ceja muy prominente que le da una expresión de mirada penetrante. La escama frontal es característicamente estrecha. Posee ocho escamas supralabiales de las que la 4.ª y la 2.ª están bordeando el ojo. Las escamas del dorso son lisas y con arcos, pero nunca carenadas, formando diecisiete o diecinueve hileras en el centro del cuerpo: de ciento sesenta a ciento ochenta y nueve escamas ventrales. La cola representa aproximadamente 1/4 de la longitud total. Presenta un dorso oliváceo o pardusco claro generalmente uniforme, mostrando en el tercio anterior una zona de manchas negruzcas (en los machos y de vez en cuando hembras) muy características (mancha de silla de montar), y las partes inferiores amarillentas con un ligero moteado oscuro. Los jóvenes presentan cinco o siete hileras de manchas oscuras a lo largo del cuerpo, siendo más grandes las centrodorsales que las de los flancos.

## Distribución y hábitat
Se encuentra en el Mediterráneo occidental, desde el sur de Francia y la Liguria italiana hasta el Sáhara Occidental, ocupando la mayor parte de la península ibérica y Marruecos. En España esta especie solo falta en las regiones norteñas muy húmedas o frías, como la franja cantábrica y subcantábrica. En la Comunidad Valenciana es una serpiente prácticamente ubicua por todo el territorio, aunque sus densidades son muy variables. Resulta más frecuente y abundante en ambientes secos e insolados con abundancia de refugios y de presas como reptiles, pájaros o roedores. En cambio, evita los ambientes umbríos como los pinares o matorrales cerrados, y las zonas de alta montaña por encima de 1600m.
Entre sus hábitats típicos en nuestro territorio podemos citar las dunas costeras, bosques abiertos, campos de cultivo de todo tipo, eriales e incluso arrozales y áreas suburbanas. Resulta particularmente abundante en los espartales áridos del sur de Alicante, en cultivos de naranjos no demasiado intensivos de las tres provincias, y en lechos secos de ramblas y barrancos. Dentro de toda esta amplia gama de hábitats, los adultos seleccionan refugios como áreas de densa vegetación herbácea, montones de troncos o ramas, galerías de mamíferos, grandes rocas y también muros de piedra seca, construcciones en ruinas y escombros. 

## Evolución
La evidencia genética sugiere que la especie se originó en el Magreb, migrando hacia el sur de Europa entre 83 000 y 168 000 años atrás y hacia el sureste de Europa y el oeste de Asia posteriormente. Está más estrechamente relacionado con la especie norteafricana Malpolon moilensis y con una especie extinta que data del Plioceno de España, Malpolon mlynarskii, con la que forma el género Malpolon. El género cuenta con un buen registro fósil, que se remonta al Plioceno, tanto en el suroeste de Europa y el norte de África.

## Biología
Es una serpiente fundamentalmente diurna, siendo la actividad nocturna excepcional, incluso durante los meses más cálidos, cuando ocasionalmente puede observarse algún ejemplar durante el crepúsculo. Es una especie muy resistente a la desecación y a las altas temperaturas, y es capaz de permanecer activa a temperaturas que no soportarían otros ofidios. Como otros psamófidos, tiene una glándula especial entre la nariz y el ojo, conocida como glándula vomeronasal, que secreta una sustancia oleosa que la serpiente frota cuidadosamente por todo su cuerpo. Aunque la función exacta de esta sustancia se desconoce, se cree que puede tener una finalidad hormonal, de marcaje del territorio, o bien de protección ante la radiación solar. Su visión es muy aguda, la mejor entre las serpientes ibéricas, capaz, por ejemplo, de distinguir a un ser humano a 500m de distancia. Es por ello un cazador visual, aunque se ayuda también de las señales químicas que percibe a través de su lengua. Sus movimientos en tierra son ágiles y rápidos, probablemente la más rápida de las serpientes valencianas. 

### Reproducción
La época de reproducción se produce en primavera, cuando los machos, muy activos, realizan frecuentes desplazamientos en busca de hembras y defienden sus parcelas frente a posibles rivales. Ante un rival de similar fuerza, los machos se retan en combates ritualizados en los cuales entrelazan sus cuerpos, se yerguen y tratan de someter a su rival. Esta especie muestra un comportamiento de cortejo muy elaborado. Como se ha dicho es una especie caníbal, y las hembras suelen huir ante un macho de mayor tamaño para evitar ser devoradas por éste. Sin embargo, una hembra en celo le hará saber a un macho su disposición a aparearse cuando, ante la presencia de un macho, no huye sino que permanece en el sitio, esperándole. La pareja de ofidios convive junta durante algunos días o semanas, en los cuales el macho defiende a su hembra de machos rivales. No obstante, se ha descrito que tolera la presencia de machos de menor tamaño, que toma como "vasallos", marcándolos químicamente con sus secreciones vomeronasales. Estos machos le ayudan en la defensa del territorio, y uno de ellos reemplazará al dominante a la muerte de éste. Los machos también llegan a cazar presas para la hembra, que marcan con las señales químicas presentes en su saliva. 
La hembra deposita la puesta en una oquedad natural, bajo una gran roca o en una madriguera. La puesta puede ser de hasta 11 huevos, y en ocasiones se han visto a varias hembras depositar la puesta en un mismo lugar. Los neonatos eclosionan desde finales de verano a principios del otoño. La especie es bastante longeva, habiéndose descrito ejemplares de hasta 14 años viviendo en libertad.

### Defensa
Si se siente amenazada o acorralada puede elevar la cabeza como una cobra, siseando fuertemente para impresionar a su oponente y, en última instancia, atacar y morder. Aunque es venenosa, tiene los dientes en la parte trasera de la boca, lo que la hace inofensiva para los seres humanos. El envenenamiento es muy raro y solo ocurre en circunstancias excepcionales, particularmente, si el dedo se inserta profundamente en la garganta de la serpiente.

## Veneno
Debido a la situación posterior de sus colmillos, es difícil que estos lleguen a ser efectivos al morder al ser humano. Sin embargo, los ejemplares de mayor tamaño, al poseer una boca de gran amplitud, sí pueden causar envenenamientos leves, nunca mortales.
Solo se conocen algunos casos de envenenamiento en los seres humanos, uno de los cuales se produjo cuando se insertó un dedo en la boca de la serpiente. En tal caso, la mordedura viene acompañada por la inflamación local y el dolor, edema y/o linfangitis o síntomas neurológicos (parestesias, disfagia, ptosis, disnea) o, excepcionalmente, una leve parálisis. Estos efectos son, sin embargo, pasajeros y tienen una fácil cura. No obstante, el tratamiento médico es indispensable en caso de envenenamiento.
El veneno es de baja toxicidad; un tratamiento sintomático es suficiente para tratar un envenenamiento.

## Relación con el ser humano
La naturaleza no amenazante de la serpiente, sumada a su baja persecución por parte del ser humano, la ha convertido en una de las especies más comunes en toda su extensión, incluso en áreas ocupadas por el mismo.
Este animal no se ve amenazado por sus interacciones con los seres humanos y está evaluado como «preocupación menor», pero a menudo muere atropellada por los coches al cruzar la carretera. Algunos agricultores le dan caza y es utilizado a veces por los encantadores de serpientes y vendido como curiosidad, principalmente en el Norte de África. Incluso en las zonas habitadas por seres humanos, la población es estable y en algunas zonas en crecimiento.
Por otra parte, esta serpiente puede considerarse beneficiosa para los humanos por la gran cantidad de roedores que consume, saneando así zonas de cultivo.

### Protección
La culebra bastarda figura en el Anexo III de la Convención de Berna de 1982, lo que significa que es una de las especies protegidas de Europa. Por otra parte, algunos países donde la especie está presente optaron por aplicar su protección, por ejemplo, en Francia.
Esta especie es todavía relativamente frecuente y no puede considerarse como un reptil amenazado. No obstante, es posible que sus poblaciones se encuentren en retroceso en muchos lugares, siendo cada vez más raro encontrar densidades altas y ejemplares de gran tamaño en el campo. Entre sus principales amenazas, podemos mencionar como una de las más destacadas la degradación de su hábitat, mediante repoblaciones forestales intensivas, uso indiscriminado de pesticidas y fertilizantes y destrucción de sus refugios, como los muros de piedra seca, por el abandono de prácticas rurales tradicionales. Un problema muy importante son también los atropellos, que causan miles de bajas cada año para esta especie sumamente activa y móvil. Otras amenazas son la muerte en trampas de caída accidentales, especies invasoras como los gatos asilvestrados, la sobrepoblación de jabalíes y la muerte directa a manos del hombre. 

## Galería de imágenes

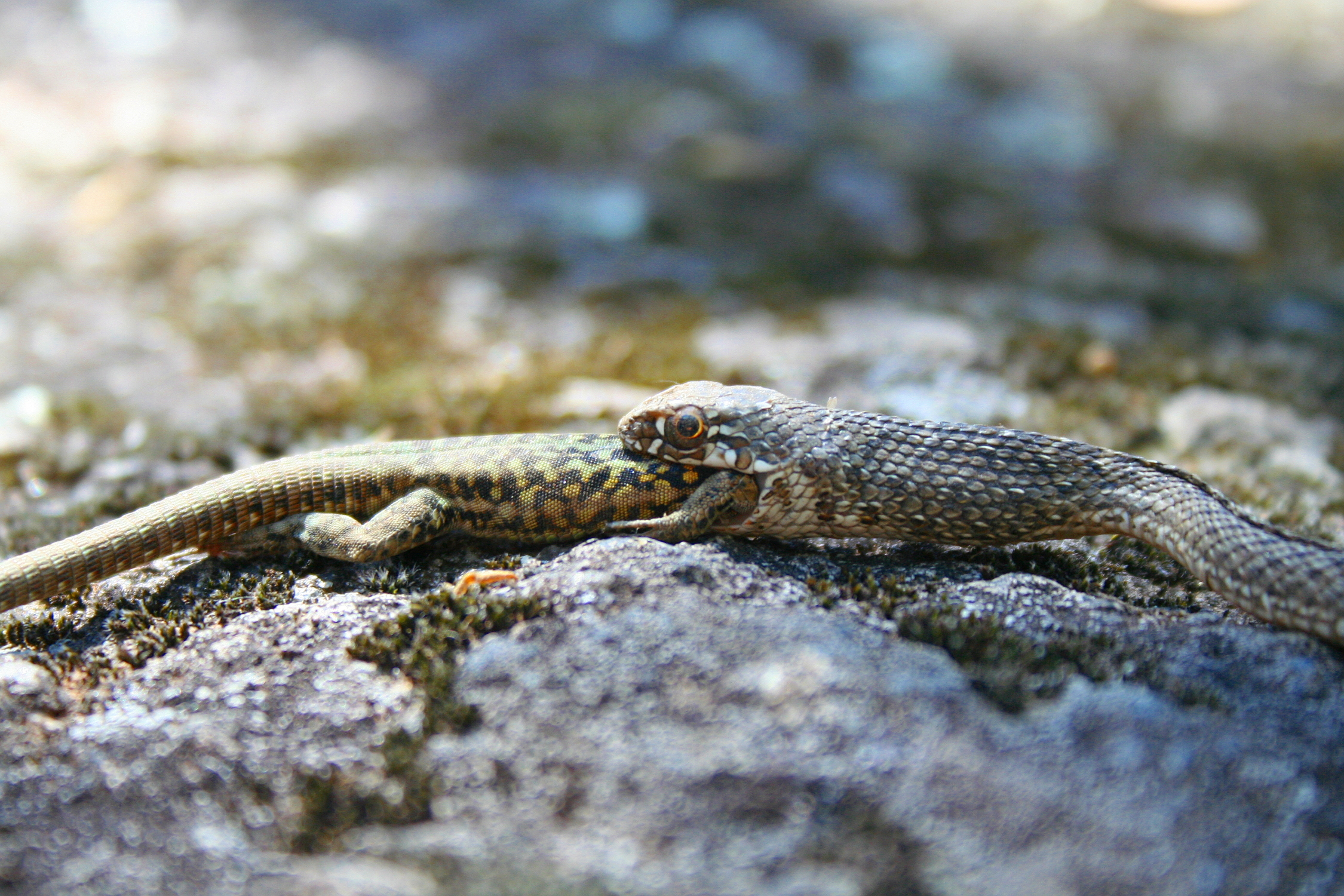
Culebra bastarda juvenil engullendo una lagartija ibérica (Podarcis hispanica)
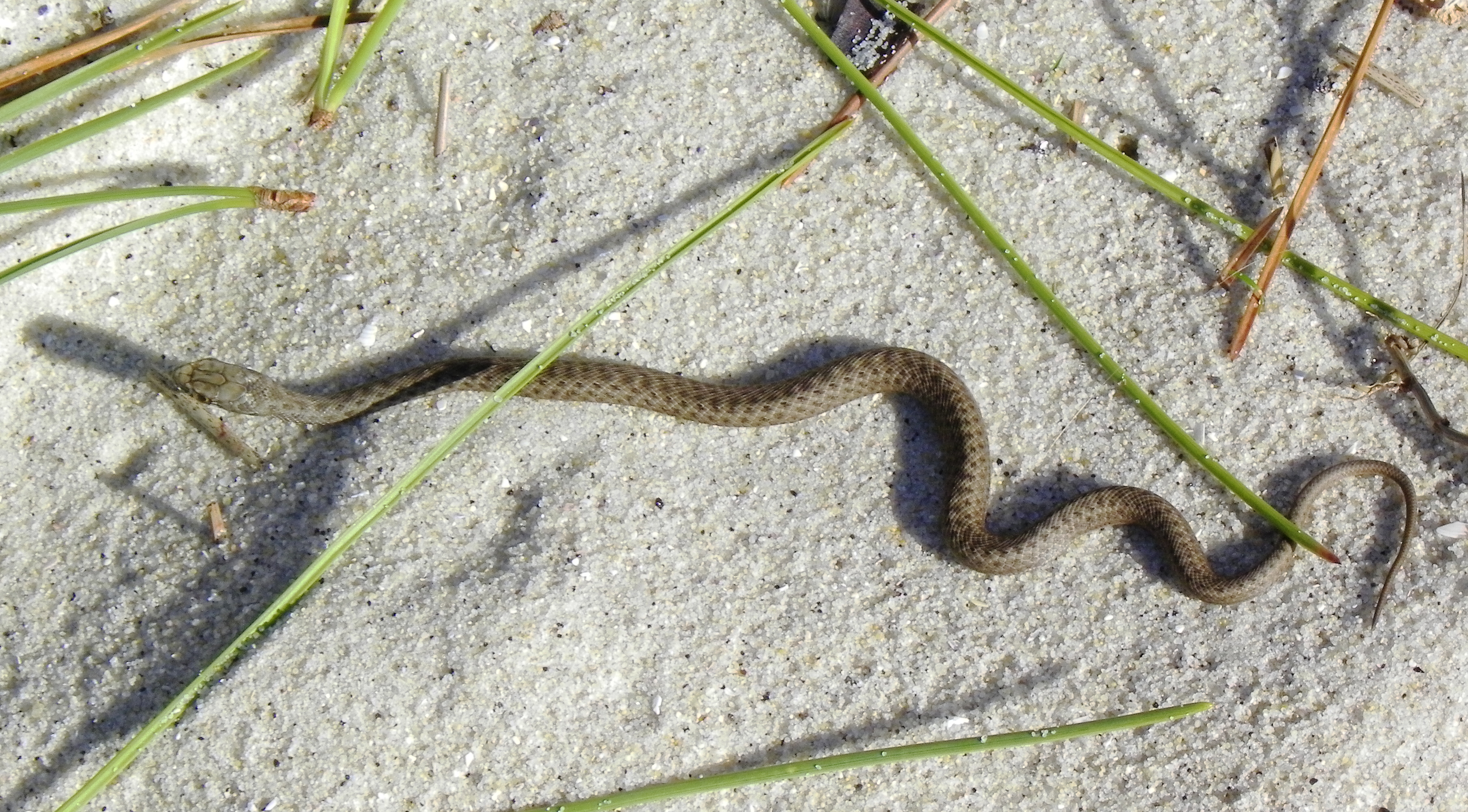
Culebra bastarda en dunas costeras
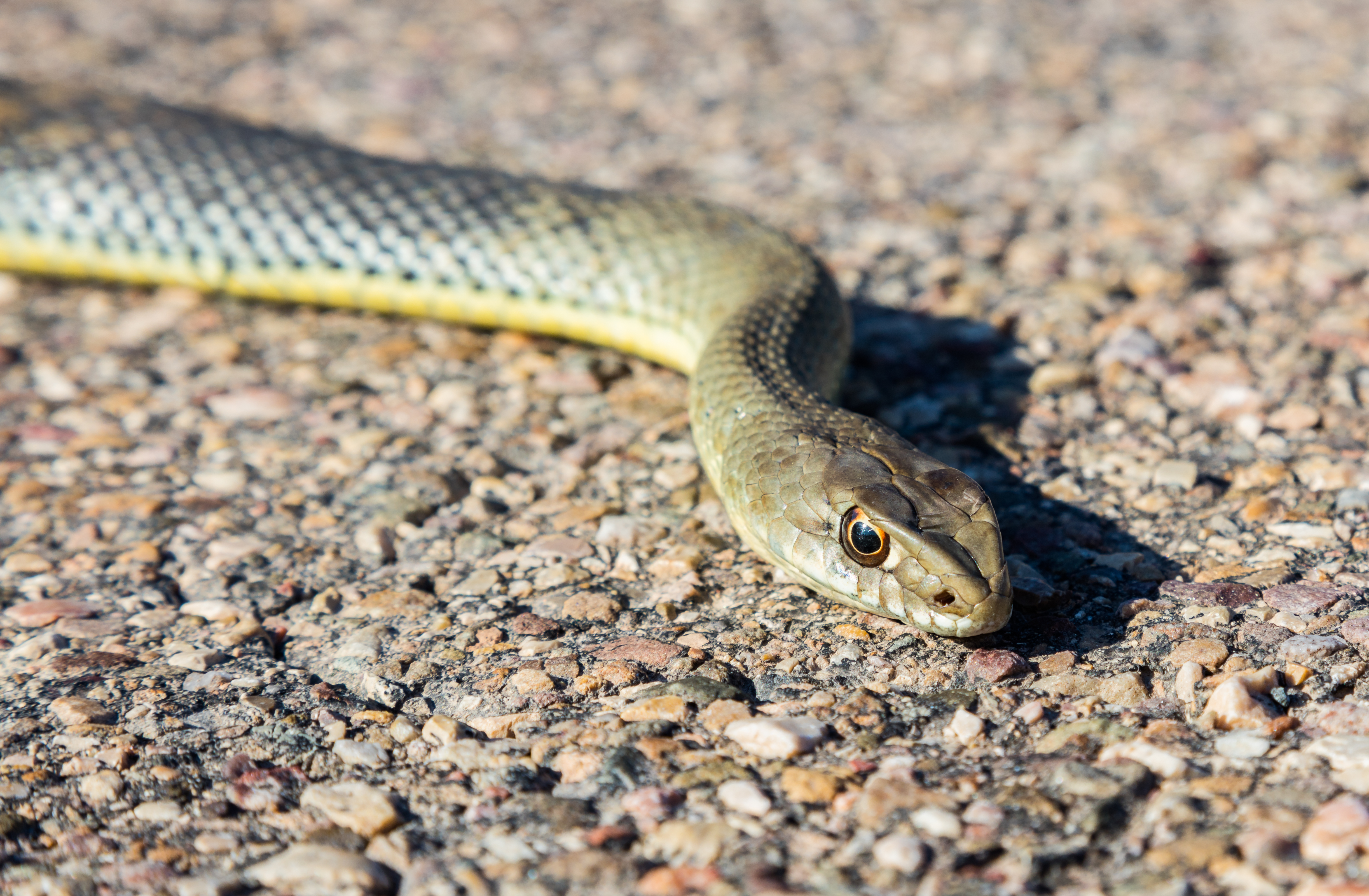
Detalle de la cabeza
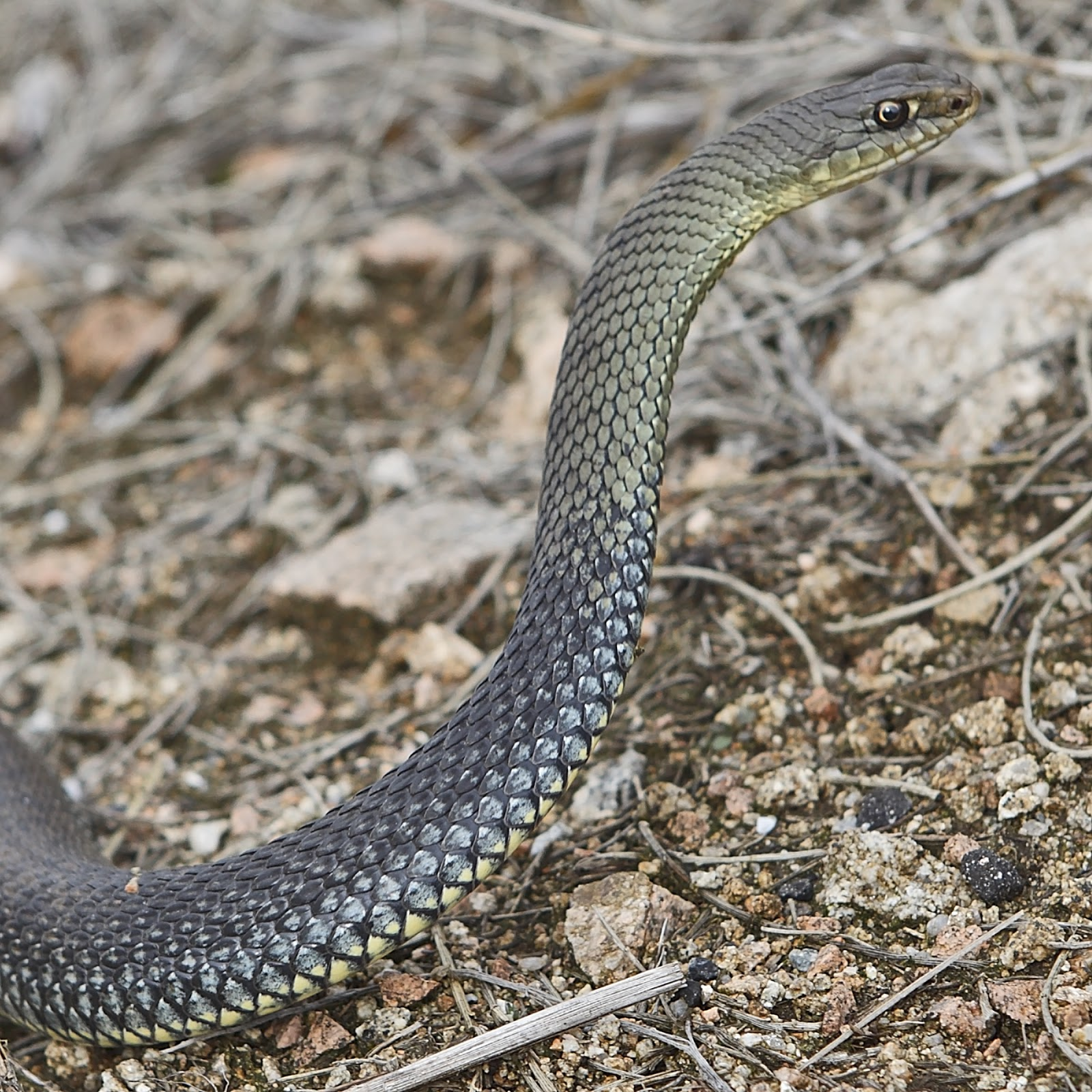
Ejemplar adulto irguiendo la cabeza
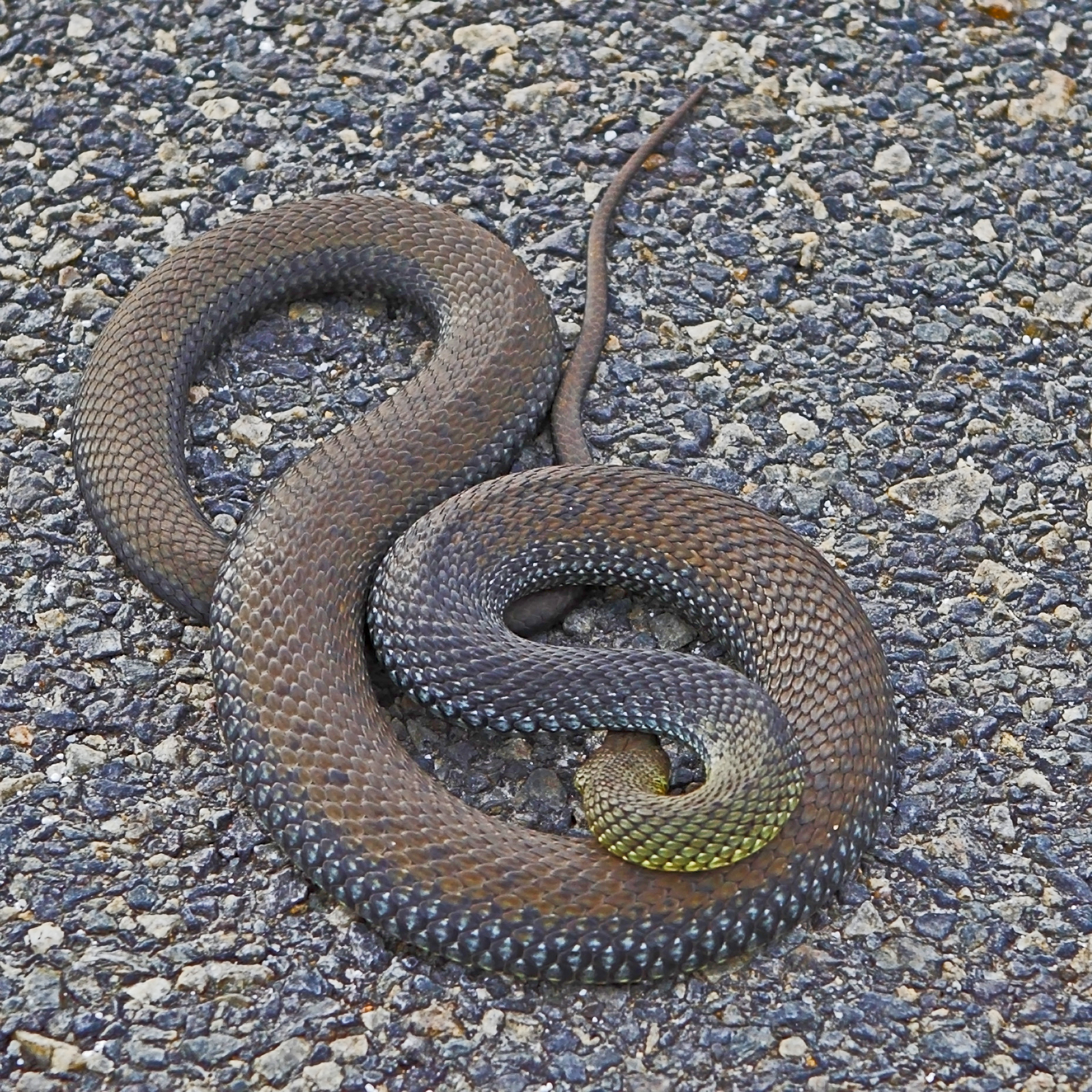
Ejemplar enroscado en una carretera